# Effetto Franssen
L'effetto Franssen è un'illusione uditiva con la quale l'ascoltatore non localizza correttamente un suono. Fu scoperta nel 1960 da Nico Valentinus Franssen (1926–1979), fisico e inventore olandese. Ci sono due esperimenti classici correlati con l'effetto Franssen, denominati effetto Franssen F1 ed effetto Franssen F2.

## Effetto Franssen F1
La disposizione dei due altoparlanti è di tipo sterefonica, uno a sinistra e uno a destra, direzionati in modo convergente verso l'ascoltatore centrale con angoli di 45° circa, e posti ad una distanza di circa 1 metro. I due altoparlanti sono regolabili in modo complementare tra loro: in pratica, all'aumentare del livello dell'uno, diminuisce il livello dell'altro. L'altoparlante sinistro inizia improvvisamente a produrre un tono puro acuto; poi il livello viene diminuito in modo esponenziale finché l'altoparlante destro diventa la sorgente sonora principale. L'effetto è che l'ascoltatore percepisce erroneamente il suono come proveniente solo dall'altoparlante sinistro, sebbene l'altoparlante destro sia stato attivo per la maggior parte del tempo.

## Effetto Franssen F2

### Esperimenti
All'interno di una sala (auditorium) ci sono due altoparlanti in diverse posizioni. 
All'inizio della presentazione, l'altoparlante 1 emette un tono puro il cui livello (graficato nel tempo) ha una forte pendenza di attacco (in pratica, l'attacco è rapido). Successivamente la potenza di questo altoparlante rimane costante. Gli ascoltatori possono localizzare facilmente questo altoparlante. Durante la parte stazionaria dell'inviluppo il segnale viene sfumato molto dolcemente (lentamente) dall'altoparlante 1 all'altoparlante 2. Sebbene l'altoparlante 2 emetta tutto il suono alla fine, gli eventi uditivi dell'ascoltatore restano nella posizione dell'altoparlante 1. Questa localizzazione errata permane, anche se il supervisore del test disconnette i cavi dell'altoparlante 1 a scopo dimostrativo.

### Conclusioni
Questo effetto fornisce alcune informazioni sulle capacità del sistema uditivo umano di localizzare le sorgenti sonore in locali chiusi:
- Il sistema uditivo umano è in grado di localizzare una sorgente sonora in campi sonori riverberanti, se ci sono rapidi cambiamenti di segnale o segnali ad attacco rapido segnale. (L'altoparlante 1 viene localizzato correttamente all'inizio dell'esperimento.)
- Il sistema uditivo umano non è in grado di localizzare segnali con ampiezza e spettro costanti in campi sonori riverberanti. (La dissolvenza sull'altoparlante 2 non viene riconosciuta dagli ascoltatori.)
- Finché nessuna sorgente sonora può essere localizzata, la direzione dell'ultima sorgente sonora localizzata resta la direzione percepita. (L'evento uditivo resta localizzato sull'altoparlante 1, sebbene alla fine dell'esperimento l'altoparlante 2 emetta tutto il suono.)

Osservando il suono, che giunge alle orecchie dell'ascoltatore, appare la seguente situazione:
- All'inizio dell'esperimento, quando l'altoparlante 1 inizia ad emettere il suono, c'è un breve periodo temporale in cui soltanto il suono diretto dell'altoparlante 1 giunge alle orecchie dell'ascoltatore. In questo periodo temporale, la localizzazione dell'altoparlante 1 è sicuramente possibile, perché non è ancora disturbata dalle riflessioni dalle pareti.
- Alcuni millisecondi dopo, il suono dato dalle riflessioni dalle pareti giunge e disturba la localizzazione delle sorgenti sonore.
- Durante la dissolvenza il livello e lo spettro del suono emesso restano costanti. A questa dissolvenza si sovrappongono molte riflessioni dalle pareti date dalla situazione sonora precedente. Ovviamente, durante questa fase, nessuna localizzazione della sorgente sonora è possibile.
- Alla fine, quando soltanto l'altoparlante 2 emette il suono, la situazione è abbastanza simile: il suono dato dalle riflessioni dalle pareti, che giunge contemporaneamente, impedisce la localizzazione di questa sorgente sonora.

Di conseguenza, in ambiente riverberante il sistema uditivo sembra essere in grado di localizzare le sorgenti sonore solo nella fase di attacco del suono o in caso di maggiori variazioni spettrali. Quindi il suono diretto della sorgente sonora prevale almeno in alcune gamme di frequenza e la direzione della sorgente sonora può essere determinata. Alcuni millisecondi dopo, quando giunge il suono dato dalle riflessioni dalle pareti, la localizzazione della sorgente sonora non sembra essere più possibile. Finché non è possibile una nuova localizzazione, i sistemi uditivi sembrano mantenere l'ultima direzione localizzata come direzione percepita della sorgente sonora.